# Plouisy
Plouisy är en kommun i departementet Côtes-d'Armor i regionen Bretagne i nordvästra Frankrike. Kommunen ligger i kantonen Guingamp som tillhör arrondissementet Guingamp. År 2022 hade Plouisy 2 013 invånare.

## Befolkningsutveckling
Antalet invånare i kommunen Plouisy
Referens:INSEE